# Horseshoe Bay
Horseshoe Bay – miasto w Stanach Zjednoczonych, w stanie Teksas, w hrabstwach Llano i Brown. Leży nad Jeziorem Lyndon B. Johnson, ok. 75 km na północny–zachód od Austin.